# Stadsstadion Ağsu
Het Stadsstadion Ağsu is een voetbalstadion in de Azerbeidzjaanse stad Ağsu. In het stadion speelt FK Ağsu haar thuiswedstrijden.